# Julia Moretti
Julia Moretti (* 1970 in Götzis als Julia Wilhelm) ist eine österreichische Oboistin.

## Karriere
Julia Moretti studierte moderne Oboe in Innsbruck und Barockoboe in Straßburg (bei Katharina Arfken) und Mailand (bei Paolo Grazzi).
Sie war zehn Jahre lang Mitglied des Symphonieorchesters Vorarlberg und spielte mit dem Barockensemble Il Giardino Armonico, dem Ensemble Zefiro und dem Freiburger Barockorchester, u. a. im Wiener Musikverein, im Wiener Konzerthaus, im Teatro San Carlo Napoli, bei den Schwetzinger Festspielen, beim Barockfest Münster und bei den Bregenzer Festspielen.
Sie war 2003 Mitgründerin des Kammerorchesters moderntimes_1800, das sie bis 2011 leitete.

## Familie
Julia Moretti ist seit 1997 mit dem Schauspieler Tobias Moretti verheiratet, mit dem sie drei Kinder hat: Antonia (* 1998), Lenz Valentino (* 2000) und Rosa Cäcilia (* 2011). Die beiden Erstgenannten sind ebenfalls als Schauspieler tätig.
Die Familie lebt in Tirol.

## Auszeichnungen
2016 erhielt Julia Moretti zusammen mit ihrem Mann den Eckart Witzigmann Ehrenpreis.